# サム・クレイ
サミュエル・トーマス・ハンター・クレイ（Samuel Thomas Hunter Clay, 1993年6月21日 - ）は、アメリカ合衆国テネシー州ノックスビル出身のプロ野球選手（投手）。左投左打。MLBのニューヨーク・メッツ所属。

## 経歴

### プロ入りとツインズ傘下時代
2014年のMLBドラフト4巡目（全体110位）でミネソタ・ツインズから指名され、プロ入り。契約後、傘下のアパラチアンリーグのルーキー級エリザベストン・ツインズでプロデビュー。19試合に登板して2勝1敗、防御率5.59、44奪三振を記録した。
2015年はルーキー級エリザベストンとA級シーダーラピッズ・カーネルズでプレーし、2球団合計で22試合（先発10試合）に登板して1勝6敗、防御率3.61、73奪三振を記録した。
2016年はA級シーダーラピッズとA+級フォートマイヤーズ・ミラクルでプレーし、2球団合計で24試合に先発登板して6勝7敗、防御率4.60、115奪三振を記録した。
2017年はA+級フォートマイヤーズとAA級チャタヌーガ・ルックアウツでプレーし、2球団合計で43試合に登板して9勝0敗9セーブ、防御率1.87、67奪三振を記録した。
2018年はAA級チャタヌーガでプレーし、34試合（先発1試合）に登板して2勝6敗1セーブ、防御率5.88、61奪三振を記録した。
2019年はAA級ペンサコーラ・ブルーワフーズとAAA級ロチェスター・レッドウイングスでプレーし、2球団合計で45試合（先発1試合）に登板して4勝4敗10セーブ、防御率3.25、72奪三振を記録した。
2020年は新型コロナウイルスの影響でマイナーリーグの試合が開催されなかったため、公式戦の登板は無かった。オフの11月7日にFAとなった。

### ナショナルズ時代
2020年11月18日にワシントン・ナショナルズとメジャー契約を結んだ。
2021年の開幕はメジャーで迎え、4月7日のアトランタ・ブレーブス戦でメジャーデビューを果たした。この年メジャーでは58試合に登板して0勝5敗、防御率5.60、34奪三振を記録した。
2022年7月1日にDFAとなった。

### メッツ時代
2022年7月5日にウェイバー公示を経てフィラデルフィア・フィリーズへ移籍したが、8日にDFAとなり、10日にウェイバー公示を経てニューヨーク・メッツへ移籍した。

## 投球スタイル
シンカーやカーブを駆使するグラウンドボールピッチャーである。

## 詳細情報

### 年度別投手成績
| 年 度    | 球 団    | 登 板 | 先 発 | 完 投 | 完 封 | 無 四 球 | 勝 利 | 敗 戦 | セ 丨 ブ | ホ 丨 ル ド | 勝 率 | 打 者 | 投 球 回 | 被 安 打 | 被 本 塁 打 | 与 四 球 | 敬 遠 | 与 死 球 | 奪 三 振 | 暴 投 | ボ 丨 ク | 失 点 | 自 責 点 | 防 御 率 | W H I P |
| -------- | -------- | ----- | ----- | ----- | ----- | -------- | ----- | ----- | -------- | ----------- | ----- | ----- | -------- | -------- | ----------- | -------- | ----- | -------- | -------- | ----- | -------- | ----- | -------- | -------- | ------- |
| 2021     | WSH      | 58    | 0     | 0     | 0     | 0        | 0     | 5     | 0        | 13          | .000  | 214   | 45.0     | 55       | 4           | 22       | 5     | 5        | 34       | 3     | 0        | 32    | 28       | 5.60     | 1.71    |
| MLB：1年 | MLB：1年 | 58    | 0     | 0     | 0     | 0        | 0     | 5     | 0        | 13          | .000  | 214   | 45.0     | 55       | 4           | 22       | 5     | 5        | 34       | 3     | 0        | 32    | 28       | 5.60     | 1.71    |

- 2021年度シーズン終了時

### 背番号
- 49（2021年 - ）